# Черношеяя кобра
Черношеяя кобра (лат. Naja nigricollis) — ядовитая змея из семейства аспидов (Elapidae), широко распространённая в Африке.
Длина тела достигает в среднем 1,5—2,0 метра, максимальная длина до 2,7 м. Окраска змей сильно варьирует и зависит от региона, обычно от светло-коричневого до тёмно-бурого, иногда с неясными поперечными полосами. Брюхо от желтоватого до красноватого цвета. Горло и шея снизу чёрного цвета, нередко с белой поперечной полосой.
Обитает в тропической Африке южнее Сахары от Сенегала до Сомали и на юго-восток до Анголы. Предпочитает сухие и влажные саванны, пустыни, сухие русла рек на высоте до 1800 метров над уровнем моря. Чаще активна ночью, днём прячется в термитниках, норах животных, дуплах деревьев. Молодые змеи, напротив, активны днём. Ведут наземный образ жизни, но могут карабкаться на деревья. Питается мелкими земноводными, ящерицами, змеями, грызунами и птицами.
Змеи способны при опасности выстреливать в сторону противника яд на расстояние до 3 метров. Яд не причиняет вреда коже, но может вызвать длительную слепоту при попадании в глаза. При этом змея выбрасывает от 3,5 до 6,8 мг яда. В состоянии особой ярости может выбрызгивать яд непрерывно до 28 раз, используя при этом более 130 мг яда.
Это яйцекладущая змея. Самка откладывает 8—20 яиц.